# Конизација
Конизација или конизација грлића материце је дијагностичка и терапијска метода у гинекологији којом се хируршким методама, уз помоћ електричног или ласерског ножа врши дубоко исецање грлића материце у облику конуса. Базу конуса чини површина врата материце која је усмерена према доле.  Ширина циркуларног реза води  се и контролише  уз помоћ претходно урађене  јодне пробе или колпоскопски. Уз конизацију раније се обавезно обављала и фракционирана киретаза, док је данас то  само факултативни захват уз конизацију, резервисан за пери и постменопаузалне пацијенткиње.
Коникотпмија се сматра успешном ако се све суспектне промене нађу унутар базе конусе. При томе дубина и ширину конуса одређује  се не само према јодној проби или колпоскопском налазу; већ и према животној доби пацијенткиње, као и према репродуктивној анамнези (паритету), тако да је у начелу конус код млађих жена је плитак и широке базе, за разлику од старијих пацијенткиња код којих конус може  бити уже базе, и пружа се високо у цервикални канал скоро до самог унутрашњег  ушћа грлица материце.

## Значај конизације у преканцерозним стањима
Рак грлића материце други је по учесталости карцином код жена у развијеним земљама света. Учесталост инвазивног рака грлића материце иако се смањује, карцином ин ситу се повећава за 2% годишње, у развијеним земљама.
Рак грлића материце развија се полако и обично му претходе преканцерозна стања која се могу излечити у 100% случајева правовременом конизацијом и другим методама лечења. Код каснијих стадијума излечење се може очекивати само код једне трећине или код 30% болесница.
Савремена схватања о етиологији и патогенези цервикалних интраепителних неоплазија (CIN), као и релативно дуг период њихове еволуције, пружају добре могућности за рано откривање и ефикасно лечење. Са терапијског аспекта гледања на борбу против цервикалног карцинома, значајно је истаћи да процес његовог настанка из CIN-a траје између 5 и 15 година и да је то период успешног лечења његових предстадијума, конизацијом.

## Индикације
Конизација је индикована у циљу дијагностике и лечења многих промена на грлићу материце, али су међу њима свавако најважније интраепителијална лезије тежег степена, односно интраепителијални карциноми.

## Припрема за конизацију
Конизација која се врши само на основу упечатљивих цитолошких налаза бриса (Папаниколау тест), данас је прошлост, јер се пре сваке конизације мора обавити детаљна колпоскопија и евентуално хистопатолошки прегледо ткива (биопсија) слузокоже материце. 
Такође због могућих компликација у току оште анестезије и саме конизације неопходан је консултативни преглед интернисте и анестезиолога, и преглед крви са факторима коагулације (због могућег крварења)
У време поступка, пацијентица не би требало да има менструацију, због мањег губитка крви током операције, и зато конизацију треба радити у првој половини циклуса. На дан операције пацијентица не би требало да конзумира храну и пића.

## Врсте конизације
Потребе за радикалним хируршким приступима на грлићу материце, значајно су  су се смањиле употребом бројних метода конизације, које могу бити: конизација ножем, термокоагулацијом, електрокоагулацијом, радиокоагулацијом, ласервапоризација, сонокоагулација, лоопконизација, лооп ексцизија, ласерконизација, сонокоагулација, сонокавитација и соноконизација. Међутим, и поред оволико бројних метода конизације и даље су класичне методе лечења као што је хистеректомија и радикална хистерктомија код неблаговремено откривених и неадекватно лечених случајева преканцерозних промена на грлићу материце често методе избора.

### Конизација ножем
Ова врста конизације је хируршки захват којим се (скалпелом) одстрањује промењени део врата материце. Након одстрањења конуса обично се изведе тзв. пластика грлижа, какао би се извршило моделирање остатак врата материце и тиме смањила могућност постоперативног крварења.
Конизација ножем иако је најчешће и примарно дијагностичка, може бити терапијска хируршка метода. Изводи се, у правилу, у општој анестезији, са постопертивним боравком у болници од три до четири дана. 
Коначну дијагнозу промена уклоњених конизацијом поставља патолог, серијским микроскопским прегледом одстрањеног конуса. Патолог такође процењује и захваћеност ивица и врха конуса, што је прогностички битан чинилац за коначно излечење пацијенткиње.

### Ексиција трансформацијских зона (LETZ)
Како је у цервикалне интраепителне неоплазије потребан што поштеднији, а опет довољан облик лечења, који ће омогућити одстрањење абнормалних промена у целини, али неће оставити значајније последице на репродуктивни систем жене, с обзиром да су овом патологијом обухваћене претежно жене репродуктивног и адолесцентног доба, осмишљена је савременија метода конизације - ексиција трансформацијских зона (LETZ).
Овим захватом одстрањује се трансформацијска зона врата материце, тј. зона која је живо подручје на граници између вишеслојног плочастог епитела, који споља прекрива врат материце и цилиндричног епитела, који облаже унутрашњост канала који води у шупљину материце. То је подручје где се налази и незрели метапластичне епител, који је најосетљивији на деловање онкогених чинилаца. 
Метода се заснива на примени нисковолтажне дијатермијске петље - електричне омче, при чему се истовремено врши сечења ткива и коагулације дуж линије реза. У свакодневној употреби LETZ не означава саму технику - употребу електричне омче, и не само за одстрањивање трансформацијске зоне, већ и методу за узимање узорака ткива врата материце са било ког његовог дела, што се назива LETZ биопсија, као и методу за одстрањивање дела врата материце у облику конуса - LETZ конизација.
Одстрањени комад ткива врата материце потом се у лабораторији патохистолошки процењују. 
LETZ је минимално инвазивни захват јер се резом не иде толико у дубину врата материце, већ је отклањање ткива површније, што може бити и мач са две оштрице. Наиме, тек након захвата и хистолошке провере одстрањеног ткива може се тачно утврдити да ли је лезија отклоњена у целини. Како  
високофреквентна струја коагулише крвне судове, крварење је при захвату оскудније, а пластика грлића је непотребна. Због свог поштедног карактера, ова метода се посебно препоручује женама које још нису рађале.

### Конизација ултразвуком
Примена ултразвуцних апарата у лечењу ЦИН-а има три основне технике; сечење, коагулација и кавитација (кавитрон). Коагулацеионе и кавитационе технике се најчесће користе за уклањање промена степена ЦИН 1 и ЦИН 2, док се техника сечења користи за уклањање тежих промене као што су ЦИН 2 и ЦИН 3. 
Све методе су безболне, не захтевају примену опште и локалне анестезије. Крварење је нешто обилније него код примене ласера, али колатерална оштећења ткива су минимална (што је посебно важно код младих ососба), а леукореја као постинтервенцијска компликација се не јавља. Компликације осим блажег крварења нису евидентиране.
Методом резања добијају се најбољи исечци ткива за хистопатолошке преглед. 
Поређења ради нагорелост ресекционих ивица ткива је веома изражена сечењем радиоталасима, у значајно мери је мање код примене ласера, док код примене ултразвучног ножа она не постоји. Опоравак пацијента је најкраћи и најкомфорнији у односу на све остале методе.  

### Ласер конизација
Ласерска конизација која се најчешће изводи у локалној анестезији, карактерише се минималним постопертивним крварењем због тога што ласерски зрак истовремено реже, коагулише и затвара све крвне судове чији је пречник мањи од 1 милиметра.
Ласерска конизација се најчесце изводи под увећањем (колпоскопа, колпоскопске камере или телескопских-хируршких наочара. На основу података из истраживања да 99,8% ЦИН лезија нису дубље од 4 мм, конизација која захвата трансформационо зону и ткива до дубине од 7 мм може бити задовољавајућа у дијагностичка и терапијска метода.
Интервенција у највећем броју случајева траје 10-15 минути у зависности од величине конуса и одабране снаге ласерског зрака. Рад на већим снагма убрзава процедуру али пропорционално томе шири зону некрозе, док рад на мањим снагама интервенцију чини споријом али се изузетно чистим конусом и зоном некрозе која је мања од 1 мм што у олакшава хистопатолошки преглед и чини га поузданијим.

## Компликације
Иако по свом обиму конизација није велик хируршки захват, стопа компликација релативно је висока. Према периоду јављања у односу на конизацију грлића компликације могу бити ране и касна.

### Ране компликације
Јаче, неконтролисано крварење
Ово је најчешћа рана компликација захвата, које се јавља у 6—7% случајева. Ова врста крварења може да захтева трансфузију крви или крвних компоненти, а у случају животно угрожавајућег крварења и хистеректомију (одстрањење материце). 
Повреде суседних органа
Најћешће, повреде су локализоване на: крвним судовима, цревима, мокраћној бешикци, уретеру). Рризик је већи након претходних операција, са прираслицама или поремећеном анатомијом
Инфекције
Инфекције могу бити: упала материци, уринарног тракта, плућа, трбушне марамице. 
Тромбоза и тромбоемболија
У изузетним случајевима постоји могућност стварања крвних угрушака и зачепљења крвних судова

### Касне компликације
Део пацијенткиња (око 4%) може имати касније компликацје у виду проблема са зачећем трудноће, спонтаним побачајем или превременим порођајем (1%).